# كريستين برايس
كريستين برايس (بالإنجليزية: Kirsten Price)‏ هي مغنية وملحنة ومغنية مؤلفة أمريكية، ولدت في 8 سبتمبر 1979 في إيزلينغتون ‏ في المملكة المتحدة.

## وصلات خارجية
- الموقع الرسمي